# Adolf Kirchl

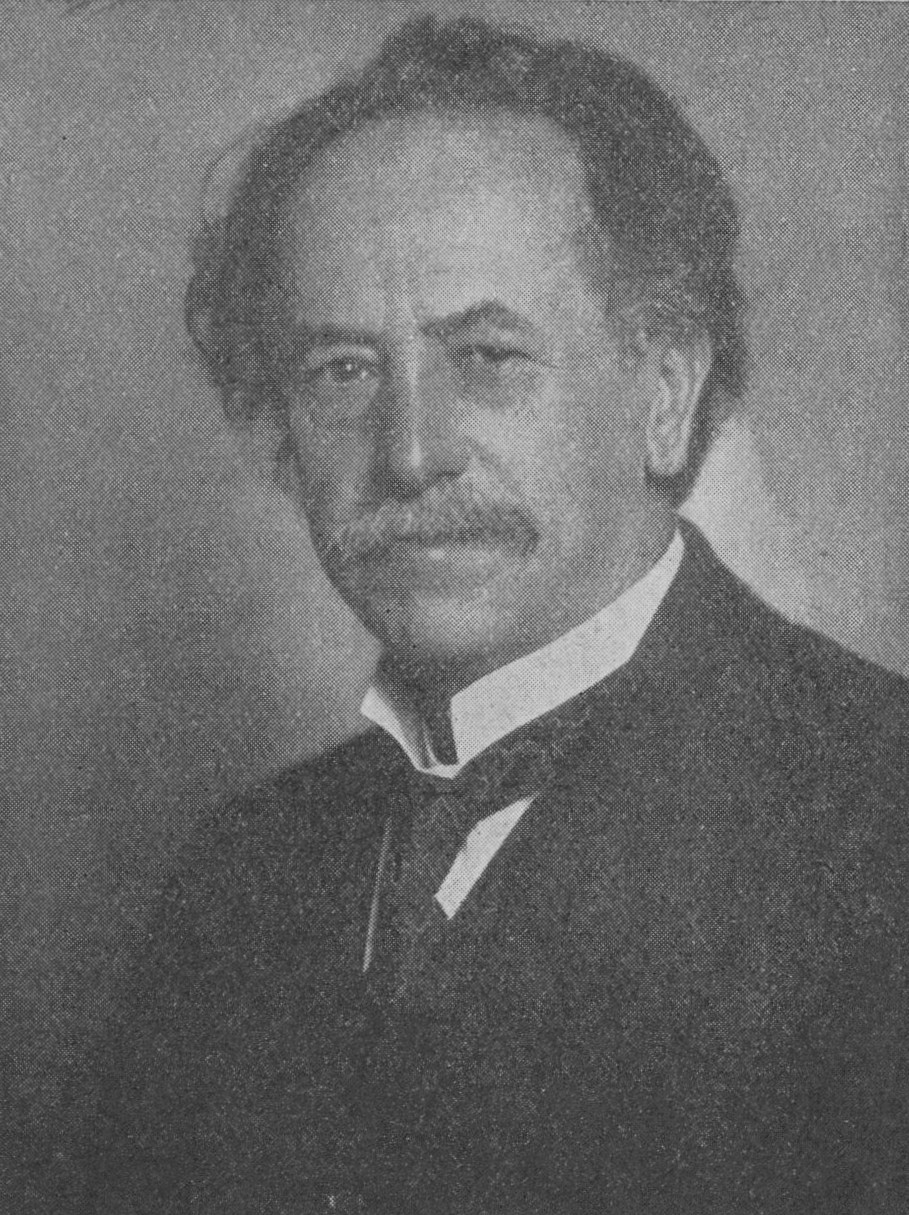
Adolf Kirchl, um 1929

Adolf Kirchl (* 16. Juni 1858 in Wien; † 21. Oktober 1936 ebenda) war ein österreichischer Chorleiter und Komponist. 

## Leben

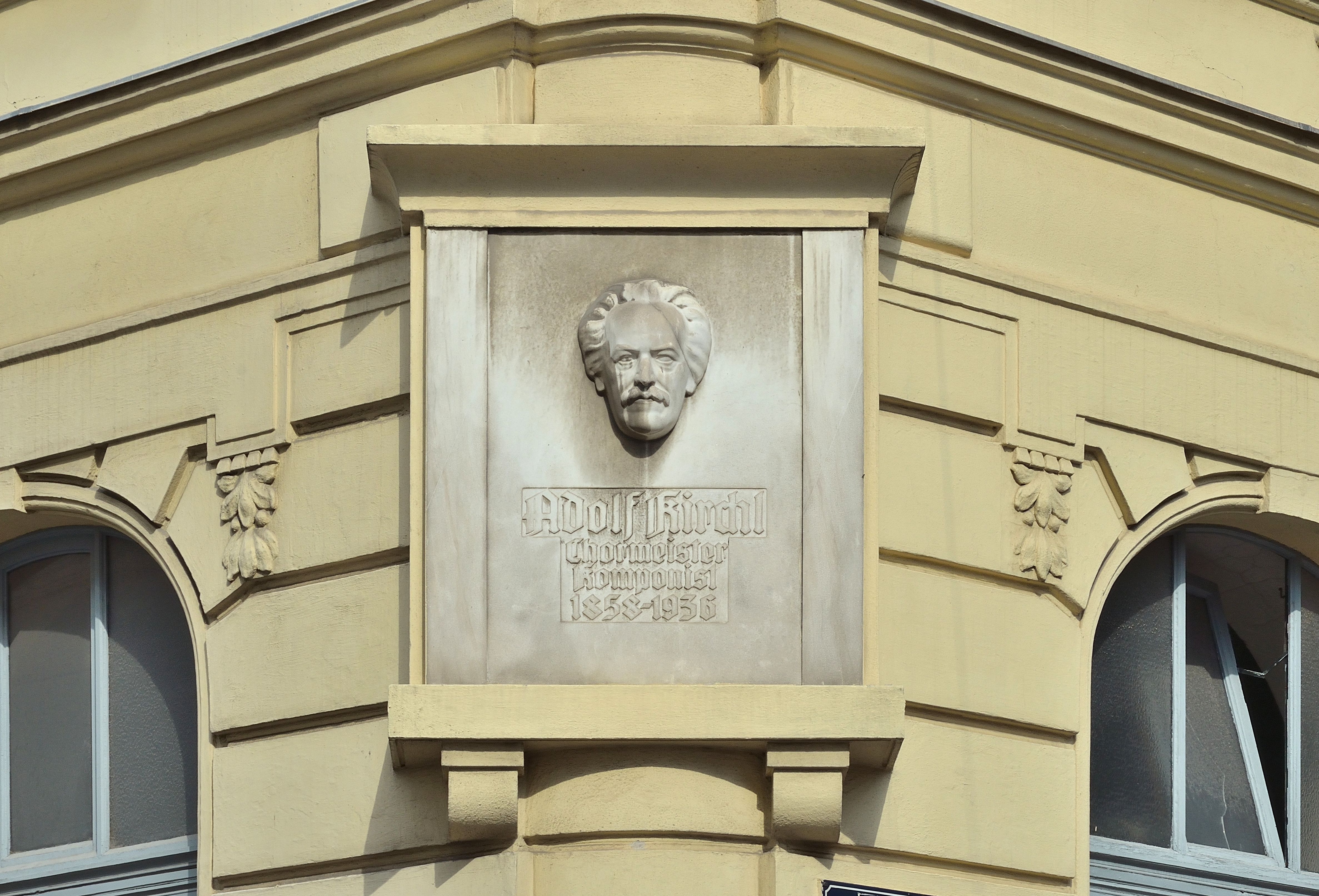
Gedenktafel an der Ecke Baumanngasse 1 / Beatrixgasse in Wien-Landstraße

Adolf Kirchl war von Beruf Volksschullehrer und als solcher von 1877 bis 1904 tätig. Er studierte aber nebenbei Musiktheorie und Kompositionslehre. Von 1891 bis 1916 war Kirchl Chormeister des (Wiener) Schubertbundes und ging mit diesem im Juli 1897 in der Schweiz auf Gesangstournee. Kirchl war von 1893 bis 1919 Chormeister des Ostmärkischen (später Niederösterreichischen) Sängerbunds und von 1901 bis 1907 Dirigent des Wiener Konzertvereins. Nach einem Aufenthalt in Zwettl von 1915 bis 1923 war er anschließend Chormeister des Wiener Sängerbunds. Nach seinem Tode erhielt Kirchl ein Ehrengrab am Wiener Zentralfriedhof (Gruppe 32C, Nummer 12), das ein Porträtrelief von Robert Ullmann zeigt. Von 1938 bis 1947 war die Adolf-Kirchl-Straße in Wien-Landstraße nach ihm benannt, wo sich auf Nummer 1 (heute Baumannstraße) auch eine Gedenktafel mit Porträtrelief befindet. Eine weitere Gedenktafel wurde am Geburtshaus des Komponisten in der Franzensgasse 12 angebracht. Anstelle der Adolf-Kirchl-Straße hat man 1959 die Adolf-Kirchl-Gasse in Wien-Favoriten nach ihm benannt. Auch in Zwettl ist der Adolf-Kirchl-Platz ihm gewidmet; auf dem Platz befindet sich seit 1949 ein Denkmal mit einem Porträtrelief.

## Bedeutung

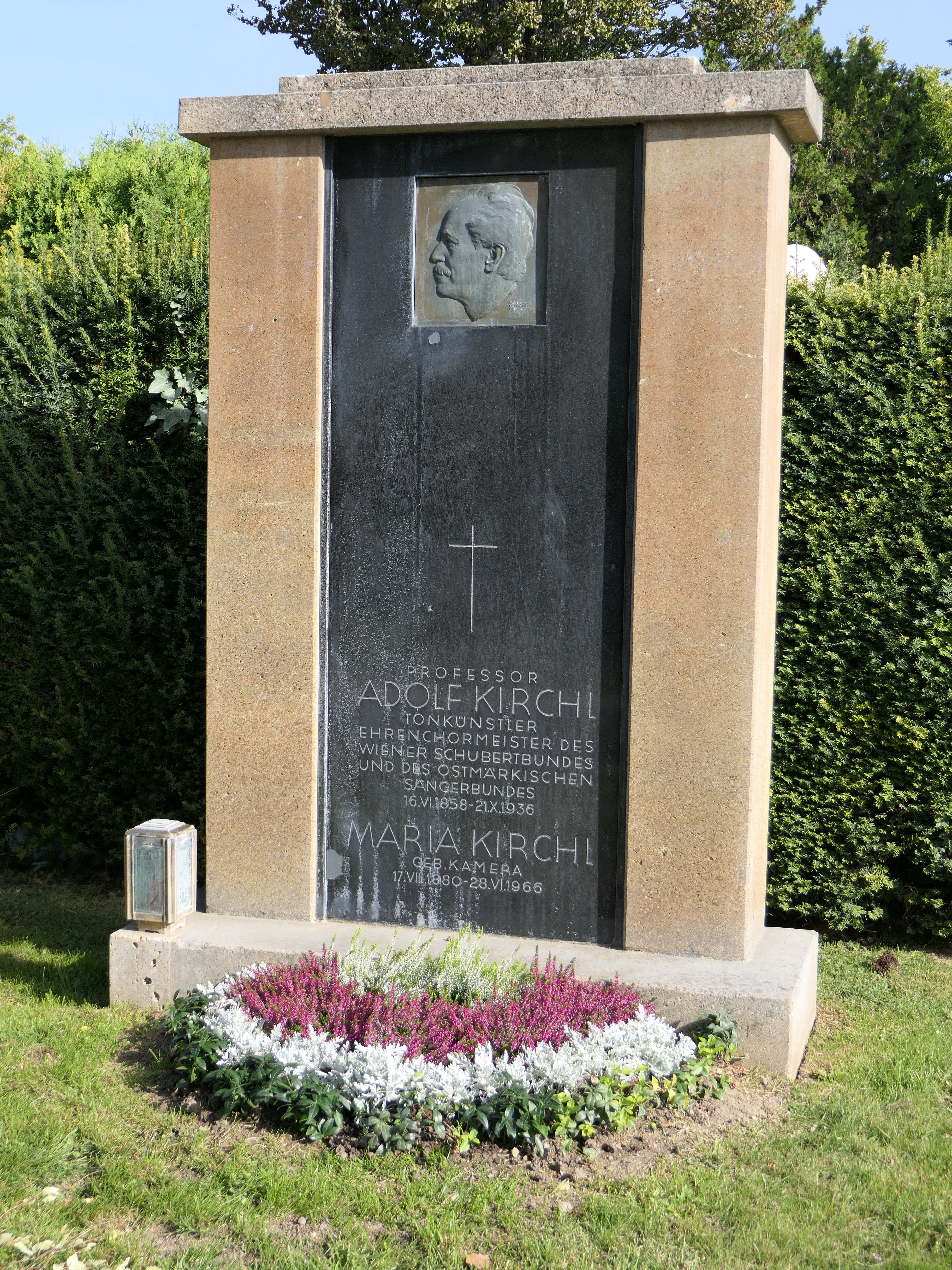
Grab von Adolf Kirchl

Adolf Kirchl war in seinen Kompositionen auf die Chormusik spezialisiert. Er schuf rund 200 Männer- und 50 Frauenchöre, wie auch zahlreiche Werke für gemischten Chor. Daneben veröffentlichte er Liederbücher für die Volks- und Hauptschule.

## Veröffentlichungen
- Aus sturmbewegter Zeit. 4 Gedichte für Männerchor. Robitschek, Wien 1914
- Franz Mair: Liederstrauß. Ein- und zweistimmige Lieder nebst dem Wichtigsten aus der Gesanglehre für österreichische allgemeine Schulen. Neu bearbeitet von Adolf Kirchl. Pichlers Witwe, Wien 1897
- Franz Mairs Liederbuch für Bürgerschulen. Neu bearbeitet von Adolf Kirchl. Hölder-Pichler-Tempsky, Wien 1926 22. Auflage